# Didiereaceae
Le Didiereacee (Didiereaceae Radlk.) sono una famiglia di piante appartenente all'ordine Caryophyllales, in gran parte endemica del Madagascar.

## Descrizione
Si presentano come arbusti o veri e propri alberi, di altezza variabile da 2 a 20 metri.
Presentano caratteri di adattamento xerofilo simili a quelli delle Cactaceae, con le quali sono d'altronde strettamente imparentate:  hanno fusti spinosi in grado di immagazzinare l'acqua e di svolgere la fotosintesi clorofilliana utilizzando il metabolismo CAM, foglie decidue piccole e coriacee, prodotte in corrispondenza della areola, e fiori unisessuali (eccetto che nel genere Decarya), a simmetria radiale.

## Distribuzione e habitat
La maggior parte delle specie è endemica della foresta spinosa del Madagascar sud-occidentale.
Alcune specie assegnate a questa famiglia dalla classificazione APG sono diffuse in Africa orientale e meridionale.
Popolano ambienti semidesertici con basso tasso annuale di precipitazioni.

## Tassonomia
Secondo la classificazione tradizionale la famiglia comprendeva 4 generi e 11 specie, tutte endemiche del Madagascar:
- Alluaudia Drake, 1903
  - Alluaudia ascendens Drake, 1903
  - Alluaudia comosa Drake, 1903
  - Alluaudia dumosa Drake, 1903
  - Alluaudia humbertii Choux, 1934
  - Alluaudia montagnacii Rauh, 1961
  - Alluaudia procera Drake, 1903
- Alluaudiopsis Humbert & Choux, 1934
  - Alluaudiopsis fiherensis Humbert & Choux, 1934
  - Alluaudiopsis marnieriana Rauh, 1961
- Decarya Choux, 1929
  - Decarya madagascariensis Choux, 1929
- Didierea Baillon, 1880
  - Didierea madagascariensis Baillon, 1880
  - Didierea trollii Capuron & Rauh, 1961

La classificazione filogenetica assegna a questa famiglia anche 2 generi e 9 specie diffuse in Africa, in precedenza assegnati alle Portulacaceae:
- Calyptrotheca Gilg
  - Calyptrotheca somalensis Gilg
  - Calyptrotheca taitensis (Pax & Vatke) Brenan
- Portulacaria Jacq.
  - Portulacaria afra Jacq.
  - Portulacaria armiana van Jaarsv.
  - Portulacaria carrissoana (Exell & Mendonça) Bruyns & Klak
  - Portulacaria fruticulosa (H.Pearson & Stephens) Bruyns & Klak
  - Portulacaria longipedunculata (Merxm. & Podlech) Bruyns & Klak
  - Portulacaria namaquensis Sond.
  - Portulacaria pygmaea Pillans

### Alcune specie

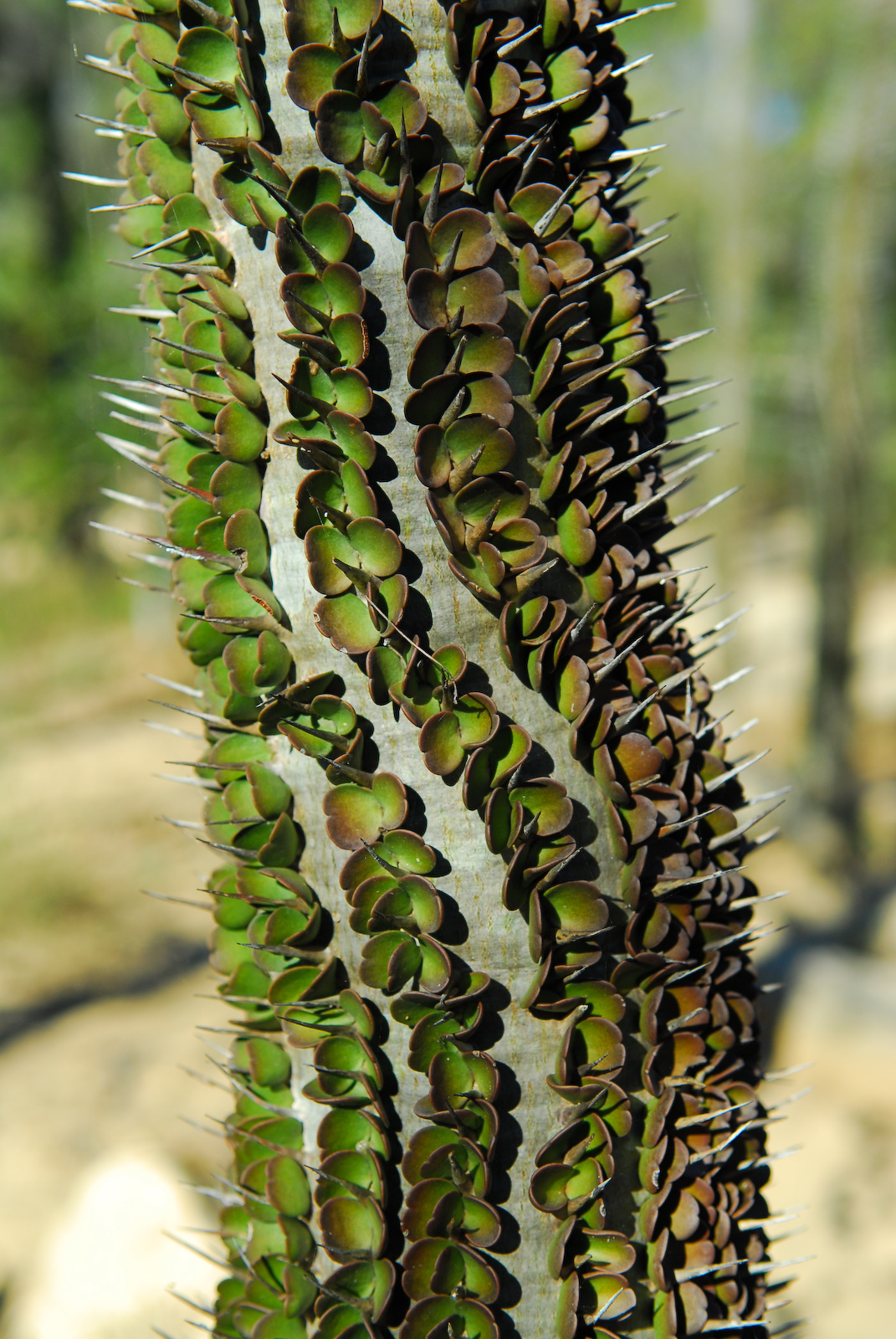
Alluaudia procera
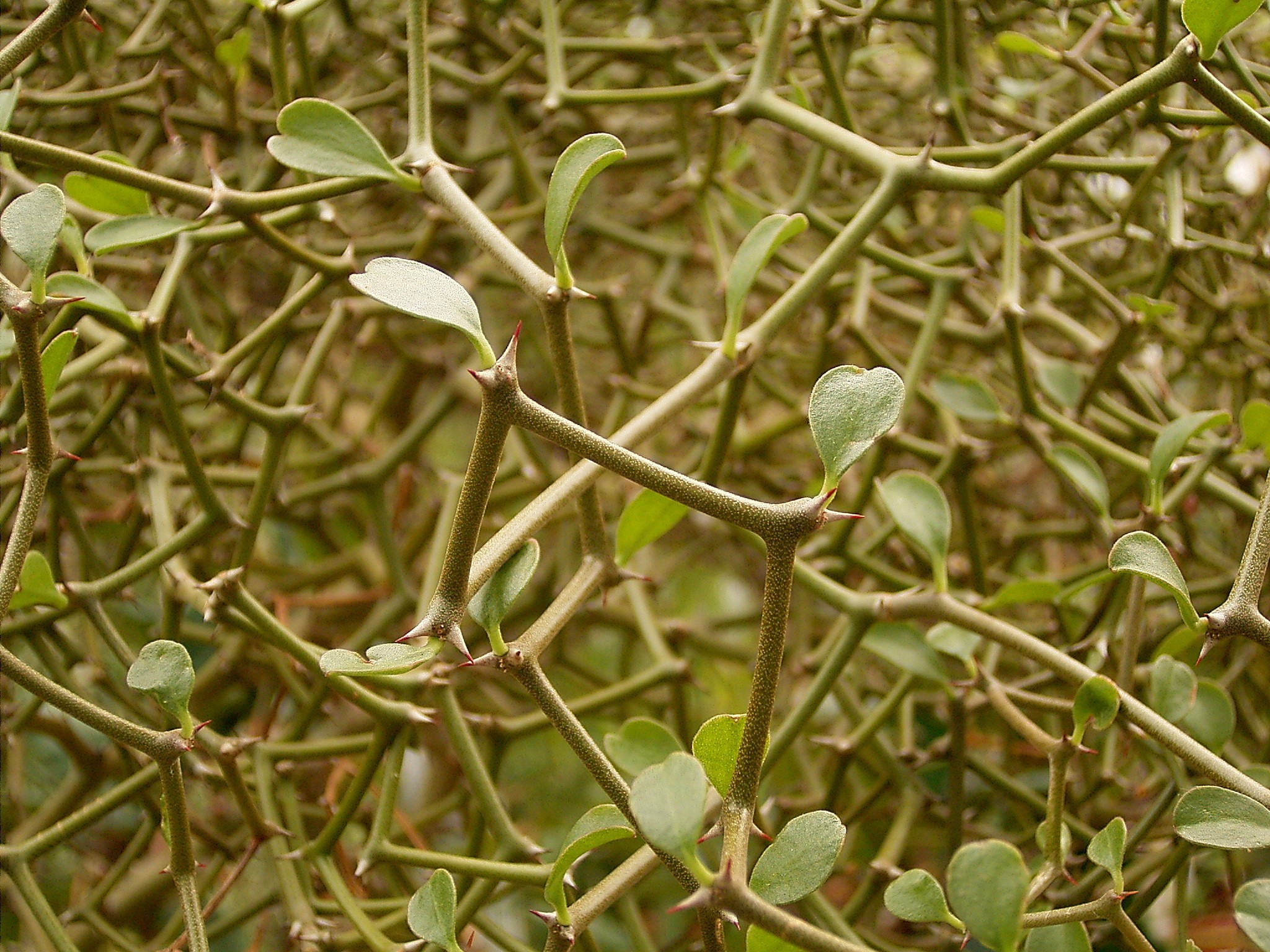
Decarya madagascariensis
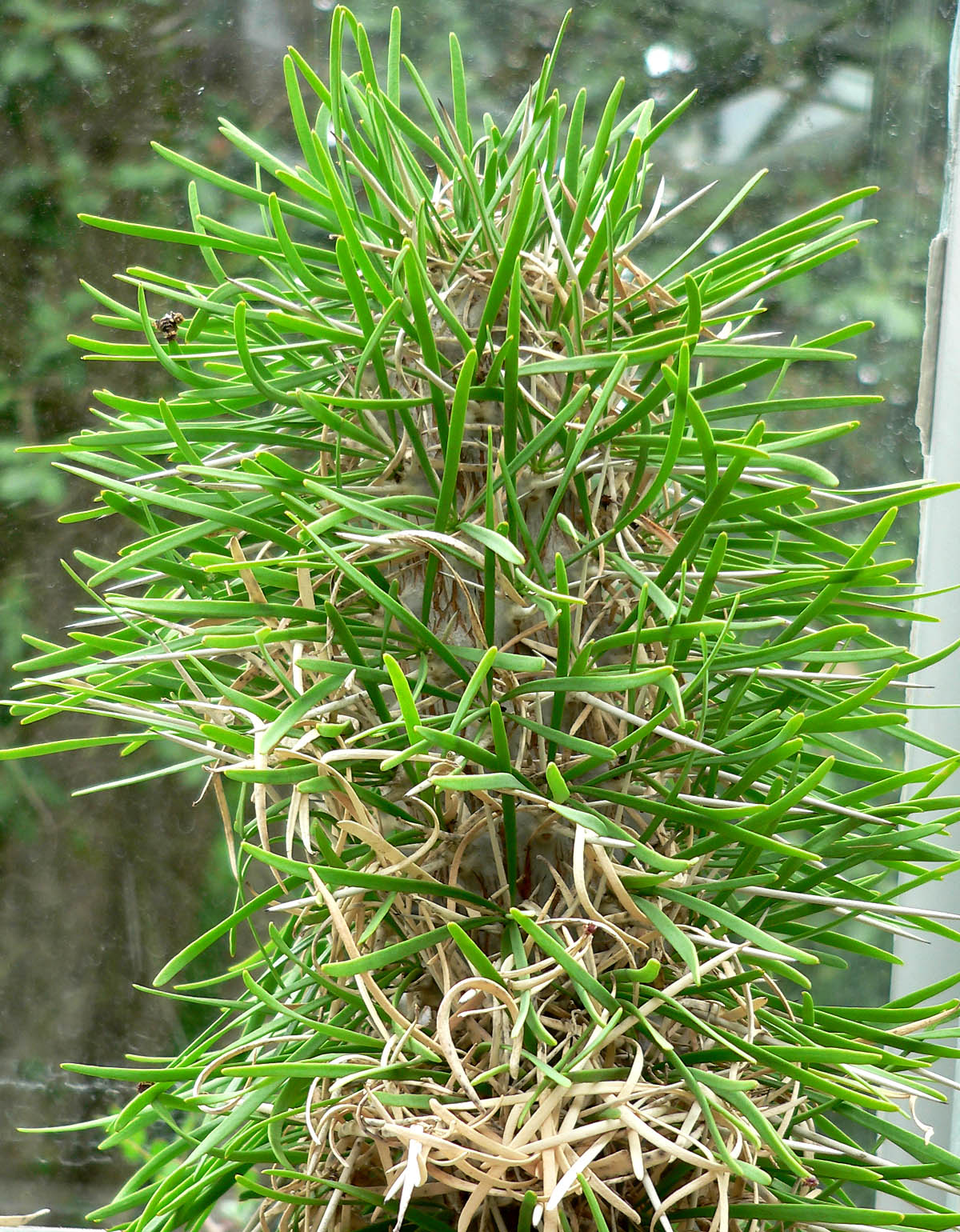
Didierea madagascariensis
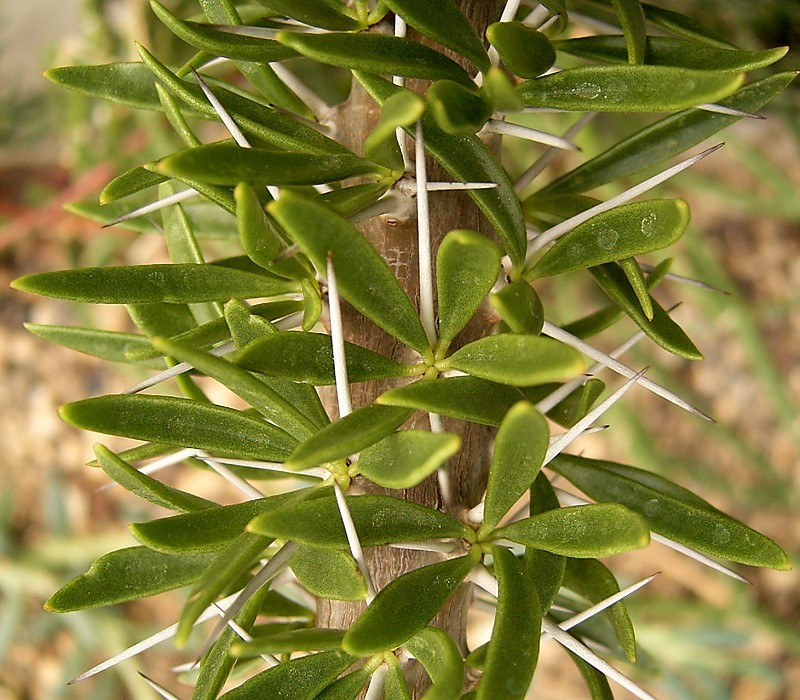
Didierea trollii
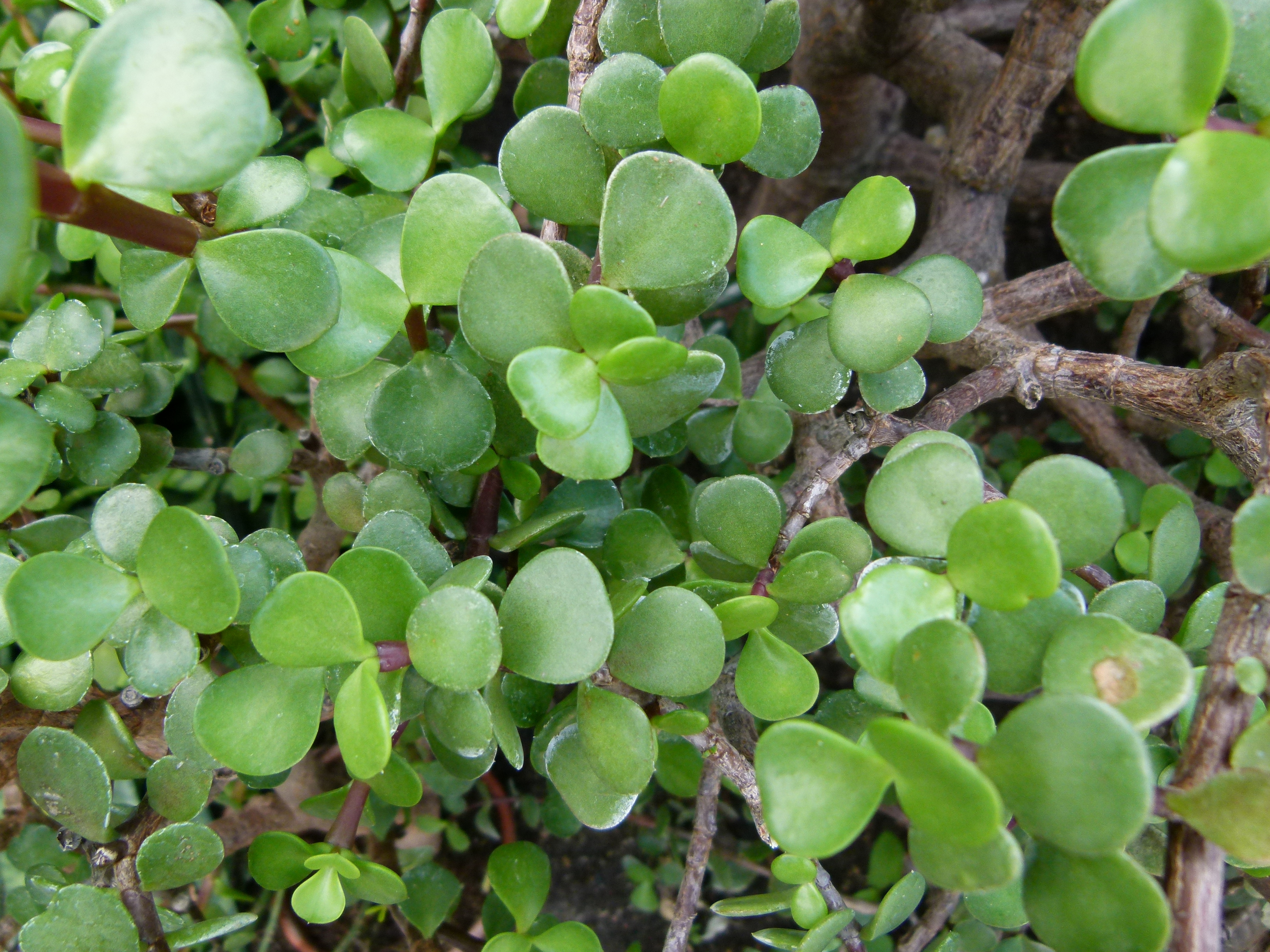
Portulacaria afra